# Intercambio por contracorriente
El intercambio por contracorriente y equicorriente son mecanismos de transferencia de alguna propiedad (calor, materia, concentración, etc.) de un fluido a otro por medio de una membrana semipermeable o un material conductor, siendo el primero un concepto clave en ingeniería química, termodinámica entre otros; por ejemplo, para la extracción de la sacarosa de la remolacha o la purificación del cloruro de sodio.

## Contracorriente y equicorriente
El diagrama presentado es útil para entender la diferencia entre estos dos tipos de intercambio, el cual representa dos corrientes de fluido que viajan paralelamente separados por una membrana semipermeable o termo-conductora. El color azul representa el valor más bajo de la característica a ser intercambiada, mientras que el color rojo indica el valor más alto, de modo que la dirección de la transferencia será del fluido con mayor valor al de menor valor. En el caso específico del calor, el movimiento sigue la segunda ley de la termodinámica y en el caso de sólidos como solutos se sigue el fenómeno de ósmosis.

### Flujo directo
En este sistema los dos fluidos van en la misma dirección y su gradiente varía a lo largo de la ruta de flujo. Teniendo en cuenta que el fluido presente en los dos tubos es el mismo, este método de intercambio solamente es capaz de intercambiar la mitad de la propiedad (calor, materia, concentración, etc.) entre fluidos, sin importar qué tan larga pueda ser la ruta de flujo. Si alguna de las dos corrientes cambia su propiedad en 50% o más el intercambio será interrumpido ya que el gradiente se reduce a cero, lo que indica que se ha alcanzado el punto de equilibrio. En caso de tener flujos desiguales las condiciones de equilibrio se darán un poco más cerca de las condiciones de la corriente que tenga el mayor flujo.

### Flujo en contracorriente
A diferencia de equicorriente, aquí los dos fluidos se mueven en sentidos opuestos, lo que permite que el sistema pueda mantener un gradiente casi constante entre ellos a lo largo de la ruta de movimiento. A medida que la ruta de flujo sea más larga y que la velocidad del movimiento de los fluidos sea más lenta, la tasa de transferencia será menor, sin embargo esto se debe a que los dos fluidos son "iguales" en algún sentido. Por ejemplo, si tenemos en cuenta la transferencia de masa de una cierta cantidad de soluto por una cantidad determinada (en volumen o masa) de solvente, la velocidad de la disolución debe ser la misma en las dos corrientes. En el caso de transferencia de calor, el producto del calor específico (el promedio en el rango de temperatura involucrado) y el flujo de masa, también deben ser iguales. Si los dos fluidos no son los mismos, por ejemplo si el calor está siendo transferido del agua al aire o vice-versa, entonces la conservación de la masa o energía requiere que las corrientes vayan con concentraciones o temperaturas diferentes a las indicadas en la figura.

## Ejemplos
- Existe un equilibrio térmico como resultado del intercambio de calor, donde el fluido caliente cede calor incrementando la temperatura del fluido frío y éste absorbe calor enfriando el fluido caliente. Ambos terminan alcanzando aproximadamente la misma temperatura, que vendría siendo un promedio entre las dos temperaturas originales. Al inicio de la ruta de intercambio existe una gran diferencia de temperatura y una considerable transferencia de calor, mientras que al final hay una pequeña diferencia de temperatura y poca transferencia de calor.
- En el intercambio de calor por contracorriente, el fluido caliente se enfría mientras que el fluido frío se calienta. En el extremo de calor tenemos un fluido caliente entrando que cede energía a los fluidos de temperatura templada, calentándolos a través de la longitud de intercambio. Debido a que el extremo caliente (o de calor) se encuentra en su máxima temperatura puede calentar el fluido saliente y cercano a su propia temperatura. En contraste, en el extremo frío el fluido entrante sigue estando a baja temperatura, por lo que puede extraer el calor restante del fluido caliente proveniente de la corriente contraria, enfriándolo a un punto cercano al del fluido entrante en el extremo frío.

## Intercambio por contracorriente en sistemas biológicos

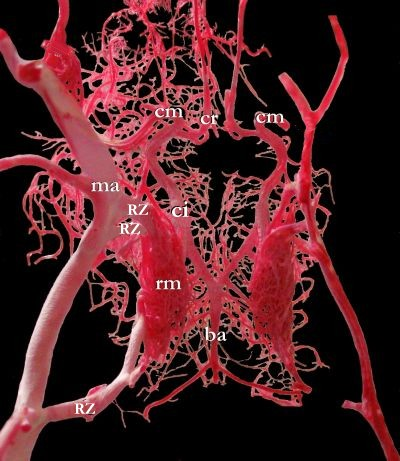
Rete mirabile = RM.

El intercambio por contracorriente es extensivamente usado en sistemas biológicos, para una amplia variedad de propósitos. Un claro ejemplo son los peces, que usan este sistema en sus branquias para transferir el oxígeno del agua circundante a su sangre. Otro ejemplo son las aves que usan la contracorriente para el intercambio de calor entre los vasos sanguíneos de sus patas para mantener concentrado el calor dentro de sus cuerpos; en biología esto se conoce como la rete mirabile. Un último ejemplo es el riñón de los mamíferos, el cual usa este tipo de inercambio para eliminar agua de la orina de manera que el cuerpo puede retener el agua utilizada para transportar los desechos nitrogenados (ver multiplicador en contracorriente).

### Intercambio de calor por contracorriente en organismos
El intercambio de calor por contracorriente (CCHE por sus siglas en inglés) es una manera altamente eficiente de minimizar la pérdida de calor por la piel, debido a que éste se recicla en lugar de disiparse. De esta manera el corazón no tiene que bombear sangre tan rápido para mantener una temperatura corporal y una tasa metabólica constante.
Cuando animales como las tortugas marinas (Dermochelys coriacea) y los delfines se encuentran en aguas muy frías a las que no se encuentran aclimatados, usan el mecanismo CCHE. Este sistema está hecho de una compleja red de venas peri-arteriales (plexo), que parten del corazón pasando a través de una delgada capa de tejido graso hacia sitios periféricos, es decir, las aletas de la cola, dorsales y pectorales. Cada plexo consiste de una arteria que contiene sangre cálida proveniente del corazón, rodeada por un paquete de venas que transportan sangre fría de la superficie corporal. Como estos líquidos fluyen uno al lado del otro, crean un gradiente térmico en el que hay transferencia de calor, de manera que la sangre arterial cálida transfiere su calor a la sangre venosa fría, logrando que se conserve la temperatura al hacer que recircule en el cuerpo. Dado que las arterias donan una buena parte de su calor en este proceso, éste se pierde menos por efecto de convección en la superficie.
Otro ejemplo biológico son las patas del zorro polar (Alopex lagopus) mientras pisan la nieve. Las patas en la región del pie están necesariamente frías, pero la sangre circula transportando nutrientes a los músculos del miembro sin perder mucho calor corporal. La proximidad entre venas y arterias resulta en un intercambio de calor, pues la sangre fluye hacia abajo se va enfriando cada vez más y no pierde mucho calor al contacto con la nieve. Cuando la sangre va de vuelta por las venas, esta recoge calor de la sangre que fluye en dirección opuesta por las arterias de manera que vuelve al torso en un estado tibio o de temperatura media respecto a la del cuerpo, permitiéndole al animal mantener un estado confortable de temperatura.

### Intercambio por contracorriente en aves marinas para destilar el agua de mar
Para poder controlar el balance osmótico en su organismo, las aves marinas deben quitar la sal del agua de mar que beben. En caso de que los riñones fueran los únicos que removieran el exceso de este mineral, estos animales necesitarían una cantidad aún mayor de agua dulce para eliminar la sal acumulada. Teniendo en cuenta que el agua dulce no se encuentra disponible en su ambiente, las aves marinas (pelícanos, petreles, albatros, gaviotas, entre otros) poseen unas glándulas especiales que secretan sal, las cuales son las que hacen el intercambio por contracorriente. Diminutas arterias que cargan la sangre "salada" llegan a las glándulas, las cuales poseen unos túbulos que se encuentran yuxtapuestos a las arterias entrantes. Esto permite que la sal se quede en las glándulas, de manera que el líquido saliente presente en las vénulas tiene una concentración salina menor a la del líquido entrante presente en las arterias, y finalmente el líquido salino recolectado es periódicamente expulsado por las fosas nasales. Las glándulas son muy eficientes de manera que las aves pueden beber agua marina mientras se encuentran a cientos de millas de la costa.